# Velká demolice v Masarykově ulici
Velká demolice v Masarykově ulici v Ústí nad Labem byly součástí rozsáhlého plánu přestavby centra města v 70. a 80. letech 20. století. Jednalo se ve své době o největší odstřely obytných domů v tehdejším Československu. Je považována za ukázku necitlivé přestavby měst v období existence komunistického režimu.

## Průběh

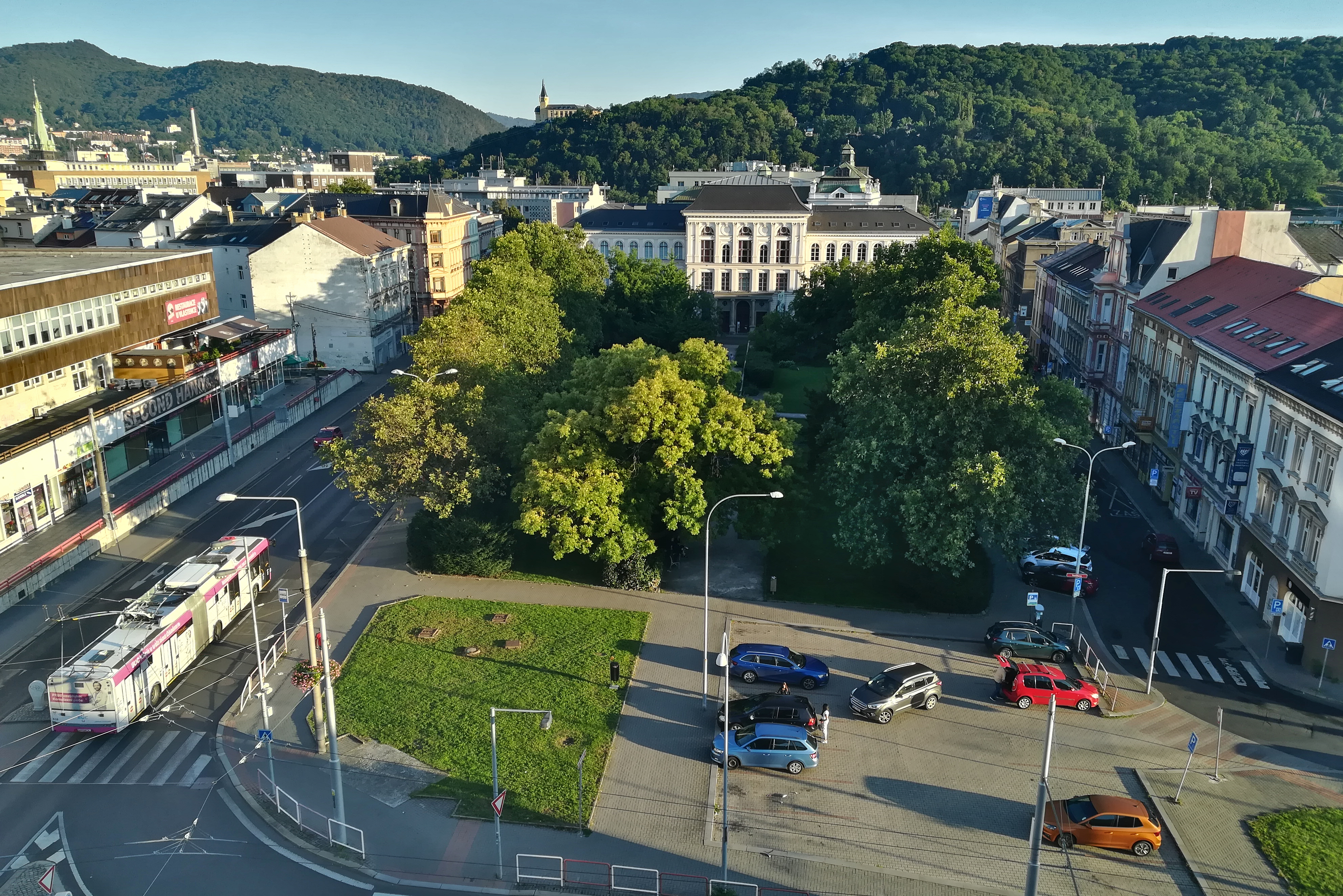
Sady Bedřicha Smetany s Masarykovou ulicí (vlevo), původně vybouranou.

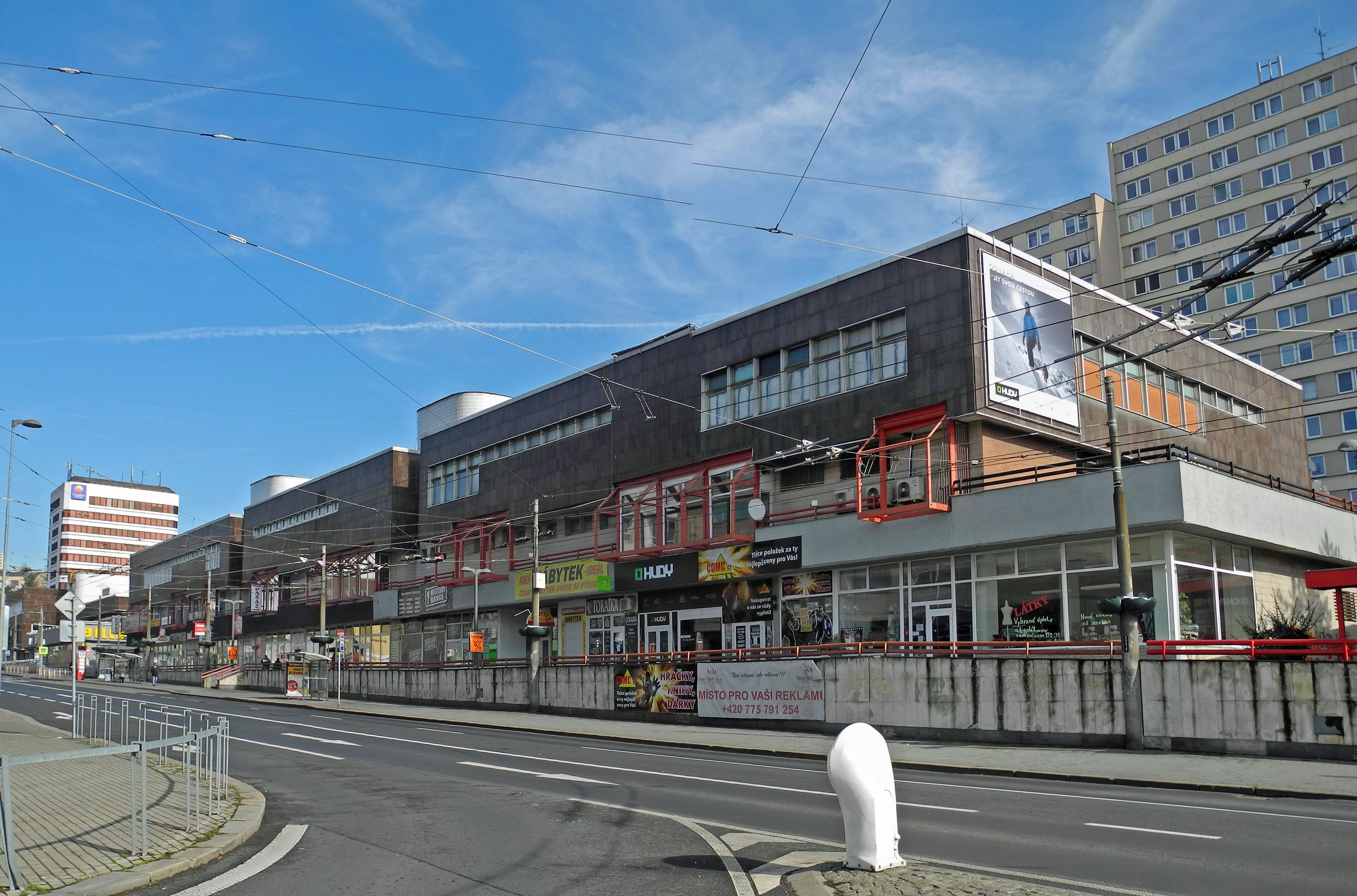
Nová zástavba z 80. let (Centrum služeb a obchodu.

K události došlo dne 8. prosince 1979 (dle jiných zdrojů dne 23. února 1980). Odstřel uskutečnila společnost Vodohospodářské stavby Ústí nad Labem ve spolupráci s obdobným závodem z Brna. Bylo provedeno několik tisíc vrtů a použito přes 350 kilogramů trhaviny. Byl vyroben unikátní systém pro odpálení veškeré trhaviny najednou. Jednalo se o zařízení (prototyp roznětnice HBF-1), které převyšovalo několikanásobně obdobná dostupná v ČSSR a za úkol měla odpálit dvacet tisíc náloží.
Negativním rysem bylo rozbití několika oken na druhé straně ulice a v jednom obchodu s rybami.
Celý odstřel byl pro účely historické dokumentace natočen.

## Prostor
Bouráno bylo 12 (dle jiných zdrojů 19) domů v tzv. Malé Paříži. Jednalo se o celou východní stranu dnešní Masarykovy ulice (tehdejší Fučíkova). K zemi bylo strženo celkem 12 budov. Zničeny byly mimo jiné restaurace Pražačka a Lověna.

## Důvod
Modernizace města Ústí nad Labem dle tehdejších plánů předpokládala přestěhování obyvatel z nevyhovujících domů blízko historického centra na nová sídliště (např. Stříbrníky nebo Severní Terasa) a demolici původních domů, případně jejich nahrazení úředními budovami, obchody a dalšími službami. Proto domy v této lokalitě nebyly dlouhodobě opravovány, než se dostaly do stavu, kdy bylo jediným řešením pro tehdejší dobu možným je srovnat se zemí. Tuto skutečnost stvrzoval územní plán města, který byl přijat v 60. letech 20. století.
Dalším důvodem pro likvidaci rezidenčních oblastí z centra města a především demolici zde byla vysoká koncentrace smogu v blízkosti Labe, zatímco v kopcích nad městem (kde vznikala nová sídliště) byla situace příznivější.

## Výsledek
Uvolněná plocha byla následně využita pro vznik nových obchodních domů, hotelu Vladimír, Centrum služeb a obchodu v Ústí nad Labem a několika panelových domů. Výstavba nových objektů probíhala až do roku 1985. Některé proluky ale zůstaly nezastavěné a využívány byly např. pro cirkus apod.
Plánovány byly i další demolice, nicméně kvůli nedostatku finančních prostředků nebyly provedeny. Jinde po Ústí nad Labem byly bourány domy až do roku 1989.